# Lozna, Bijelo Polje
Lozna este un sat din comuna Bijelo Polje, Muntenegru. Conform datelor de la recensământul din 2003, localitatea are 476 de locuitori (la recensământul din 1991 erau 514 locuitori).

## Demografie
În satul Lozna locuiesc 331 de persoane adulte, iar vârsta medie a populației este de 32,5 de ani (33,1 la bărbați și 31,9 la femei). În localitate sunt 122 de gospodării, iar numărul mediu de membri în gospodărie este de 3,90.
Populația localității este foarte eterogenă.
|  |

| Demografie | Demografie | Demografie |
| An         | Locuitori  | Locuitori  |
| ---------- | ---------- | ---------- |
|            |            |            |
|            |            |            |
|            |            |            |
|            |            |            |
| 1948       | 447        |            |
| 1953       | 556        |            |
| 1961       | 589        |            |
| 1971       | 541        |            |
| 1981       | 565        |            |
| 1991       | 514        | 513        |
| 2003       | 554        | 476        |

| \| Componența etnică conform recensământului din 2003[2] \| Componența etnică conform recensământului din 2003[2] \| Componența etnică conform recensământului din 2003[2] \| Componența etnică conform recensământului din 2003[2] \| Componența etnică conform recensământului din 2003[2] \| \| ----------------------------------------------------- \| ----------------------------------------------------- \| ----------------------------------------------------- \| ----------------------------------------------------- \| ----------------------------------------------------- \| \| \| \| \| \| \| \| Bosniaci \| Bosniaci \| \| 193 \| 40,54% \| \| Sârbi \| Sârbi \| \| 117 \| 24,57% \| \| Musulmani \| Musulmani \| \| 107 \| 22,47% \| \| Muntenegreni \| Muntenegreni \| \| 53 \| 11,13% \| \| necunoscută \| necunoscută \| \| 6 \| 1,26% \| |              |  |     |        |
| Componența etnică conform recensământului din 2003 |              |  |     |        |
| |              |  |     |        |
| Bosniaci | Bosniaci     |  | 193 | 40,54% |
| Sârbi | Sârbi        |  | 117 | 24,57% |
| Musulmani | Musulmani    |  | 107 | 22,47% |
| Muntenegreni | Muntenegreni |  | 53  | 11,13% |
| necunoscută | necunoscută  |  | 6   | 1,26%  |